# 古丘阿普 (亞利桑那州)
古丘亞普（英語：Hi Chuapo）是位於美國亞利桑那州皮馬縣的一個非建制地區。該地的面積和人口皆未知。

## 地理
古丘亞普的座標為31°53′40″N 111°39′52″W / 31.89444°N 111.66444°W，而該地的平均海拔高度為1056米（即3465英尺）。